# Wiazowno
Wiazowno (ukr. В'язівне) – wieś na Ukrainie, w obwodzie wołyńskim, w rejonie kamieńskim. Liczy 422 mieszkańców
Do 2020 w rejonie lubieszowskim. 